# Ngoại giao văn hóa
Ngoại giao văn hóa trong quan hệ quốc tế là loại ngoại giao với quần chúng quốc tế và quyền lực mềm bao gồm các "trao đổi ý tưởng, thông tin, nghệ thuật và các khía cạnh khác của văn hóa giữa các quốc gia và dân tộc các nước nhằm bồi dưỡng sự hiểu biết lẫn nhau."  Mục đích của ngoại giao văn hóa là để người dân của một quốc gia nước ngoài mở mang  hiểu biết về những lý tưởng và các tổ chức của quốc gia nhằm nỗ lực gầy dựng hỗ trợ rộng rãi các mục tiêu kinh tế và chính trị. Bản chất "ngoại giao văn hóa tiết lộ tâm hồn của một dân tộc", đổi lại nó tạo ra ảnh hưởng. Mặc dù thường bị coi nhẹ, ngoại giao văn hóa đóng  vai trò quan trọng trong việc đạt được các mục tiêu an ninh quốc gia.
Trong thời đại toàn cầu hóa và với sự nổi trội của xu hướng “đối thoại thay cho đối đầu”, ngoại giao văn hóa được xem là một trong 3 trụ cột chính của hoạt động ngoại giao, bên cạnh ngoại giao chính trị và ngoại giao kinh tế.

## Định nghĩa
Văn hóa là một tập hợp các giá trị và thực hành tạo ra ý nghĩa cho xã hội. Điều này bao gồm cả văn hóa hàn lâm (văn học, nghệ thuật, giáo dục thu hút giới thượng lưu) và văn hóa phổ thông (lôi cuốn công chúng). Đây là thứ chính phủ tìm kiếm để giới thiệu đến khán giả nước ngoài ở ngoại giao văn hóa _ một loại quyền lực mềm. Đó là " đạt được những gì bạn muốn thông qua thu hút hơn là ép buộc hay trả tiền. Nó phát sinh từ nền văn hóa của một quốc gia, những lý tưởng và chính sách chính trị."  Điều này cho thấy giá trị của văn hóa là khả năng thu hút người nước ngoài đến một quốc gia. Ngoại giao văn hóa cũng là một phần của ngoại giao quần chúng nước ngoài. Ngoại giao quần chúng nước ngoài được tăng cường bởi một xã hội và văn hóa lớn hơn, nhưng đồng thời giúp "khoa trương và quảng cáo xã hội và văn hóa mình với toàn thế giới."  Có thể nói ngoại giao quần chúng nước ngoài chỉ có thể hiệu quả hoàn toàn ở nơi đã có mối quan hệ uy tín để các thông tin được tiếp sóng. Điều này xuất phát từ việc hiểu biết văn hóa của người khác. " Ngoại giao văn hóa đã được gọi là " trụ cột của ngoại giao quần chúng nước ngoài ".  Vì các hoạt động văn hóa  thể hiện những điều tốt đẹp nhất của một quốc gia. ngoại giao văn hóa và ngoại giao quần chúng nước ngoài có mối liên hệ mật thiết.
Richard T. Arndt, cựu nhân viên Bộ Ngoại giao về ngoại giao văn hóa, cho biết "quan hệ văn hóa phát triển tự nhiên và cơ bản mà không cần sự can thiệp của chính phủ - các giao dịch thương mại và du lịch, lưu lượng sinh viên, thông tin liên lạc, lưu hành sách báo, di cư, truy cập phương tiện truyền thông, hôn thú với người nước ngoài - hàng triệu cuộc gặp gỡ giao lưu văn hóa hàng ngày. Như vậy, ngoại giao văn hóa chỉ có thể diễn ra khi các nhà ngoại giao chính thức, phục vụ các chính phủ quốc gia, cố gắng định hình và chuyển hướng dòng chảy tự nhiên này đến lợi ích quốc gia. "  Điều quan trọng cần lưu ý là, dù ngoại giao văn hóa, như đã nêu trên, là hoạt động của chính phủ, khu vực tư nhân đóng vai trò rất quan trọng vì chính phủ không tạo ra văn hóa mà chỉ có thể cố gắng làm cho nền văn hóa nước nhà được biết đến và xác định các tăng trưởng tự nhiên này sẽ có tác động gì đến các chính sách quốc gia. Ngoại giao văn hóa cố gắng để quản lý môi trường quốc tế bằng cách sử dụng các nguồn và các thành tựu này, rồi làm cho chúng được biết đến ở nước ngoài. Một khía cạnh quan trọng của việc này là lắng nghe, ngoại giao văn hóa là việc trao đổi hai chiều. Việc trao đổi này được dự định để nuôi dưỡng một sự thông hiểu qua lại và qua đó giành được ảnh hưởng đối với quốc gia nhắm tới. Ngoại giao văn hóa lấy được sự tin cậy không phải do sự gần gũi với các tổ chức chính phủ, mà từ sự gần gũi với các cơ quan văn hóa. Nó được xem là một vũ khí thầm lặng trong việc đạt được quyền kiểm soát một quốc gia khác bằng việc sử dụng các phương pháp bất bạo động để tạo ra mối quan hệ hiểu biết lẫn nhau cũng như đạt được sự hỗ trợ giữa các nước liên quan.

## Mục đích
Mục đích của ngoại giao văn hóa là ảnh hưởng đến quần chúng nước ngoài và sử dụng ảnh hưởng đó, được xây dựng trong thời gian dài, như là dự trữ lòng tốt để đạt được sự hỗ trợ cho các chính sách. Nó tìm cách khai thác các yếu tố văn hóa để chiêu dụ người nước ngoài:
- Có một cái nhìn tích cực về người dân, văn hóa và chính sách của đất nước,
- Tạo ra sự hợp tác lớn hơn giữa hai quốc gia,
- Giúp thay đổi chính sách hoặc môi trường chính trị của quốc gia nhắm tới,
- Ngăn chặn, quản lý và giảm thiểu xung đột với quốc gia nhắm tới.

Đổi lại, ngoại giao văn hóa có thể giúp một quốc gia hiểu rõ hơn về nước ngoài mà nó có liên hệ với và tăng cường sự hiểu biết lẫn nhau. Ngoại giao văn hóa là cách thực hiện quan hệ quốc tế mà không mong nhận lại điều gì như cách ngoại giao truyền thống thường hy vọng. Chương trình trao đổi văn hóa hoạt động như một phương tiện để tăng cường ấn tượng tốt của nước ngoài nhằm đạt được sự hiểu biết bên ngoài và được chấp nhận trong các hoạt động văn hóa của họ và tự nhiên hóa các tiêu chuẩn xã hội của họ ở các nền văn hóa khác.
Nói chung, ngoại giao văn hóa là tập trung hơn về thời hạn dài và ít hơn vào các vấn đề chính sách cụ thể. Mục đích là để xây dựng ảnh hưởng về lâu dài khi cần thiết, bằng cách tiếp cận trực tiếp với người dân. Ảnh hưởng này có những liên can khác nhau, từ an ninh quốc gia tới gia tăng các cơ hội du lịch và thương mại. Nó cho phép chính phủ tạo ra một "nền tảng của sự tin tưởng" và sự hiểu biết lẫn nhau một cách trung lập, dựa trên liên hệ người-với-người. Yếu tố duy nhất và quan trọng của ngoại giao văn hóa là khả năng tiếp cận giới trẻ, không thuộc giới tinh hoa và các đối tượng khác ngoài phạm vi của giới đại sứ quán truyền thống. Nói tóm lại, ngoại giao văn hóa gieo những hạt giống của những lý tưởng, ý tưởng, các lý luận chính trị, nhận thức tâm linh và quan điểm tổng quát của thế giới có thể hoặc không thể phát triển ở một quốc gia nước ngoài. Vì vậy, ý thức hệ lan toả bằng ngoại giao văn hóa về các giá trị mà người dân Mỹ tin vào, cho phép những người tìm kiếm một cuộc sống tốt hơn nhìn về thế giới phương Tây, nơi hạnh phúc và tự do được miêu tả là mục tiêu mong muốn và có thể đạt được.

## Liên quan đến an ninh quốc gia
Đầu tiên và trước hết, ngoại giao văn hóa là một biểu trương sức mạnh quốc gia vì nó chứng tỏ với khán giả nước ngoài mọi khía cạnh của văn hóa, bao gồm cả sự giàu có, tiến bộ khoa học và kỹ thuật, khả năng cạnh tranh trong tất cả mọi thứ từ thể thao và công nghiệp đến sức mạnh quân sự, và sự tự tin toàn bộ của một quốc gia. Nhận thức của quyền lực rõ ràng là có ý nghĩa quan trọng đối với khả năng của một quốc gia để đảm bảo an ninh của mình. Hơn nữa, vì ngoại giao văn hóa bao gồm các luận điểm chính trị và ý thức hệ, và sử dụng ngôn ngữ thuyết phục và vận động, nó có thể được dùng như một công cụ chiến tranh chính trị và hữu ích trong việc đạt được mục tiêu truyền thống của chiến tranh. Một nhà hoạt động Trung Quốc được trích lời rằng "Chúng tôi đã xem rất nhiều phim Hollywood - họ đóng những cảnh đám cưới, đám tang và ra tòa. Vì vậy, bây giờ chúng tôi nghĩ rằng nó chỉ là chuyện bình thường, khi phải ra tòa một vài lần trong cuộc sống của bạn."  Đây là một ví dụ về một phim Hollywood xuất cảng văn hóa, có thể có hiệu ứng tinh tế đến hệ thống pháp luật ở Trung Quốc, mà cuối cùng có thể có lợi cho Hoa Kỳ hoặc bất kỳ quốc gia nào khác muốn được thấy một Trung Quốc dân chủ hơn. Đây là cách thức mà các ý tưởng và nhận thức cuối cùng có thể ảnh hưởng đến khả năng của một quốc gia nhằm đạt được các mục tiêu an ninh quốc gia của mình.
Về chính sách hỗ trợ các mục tiêu an ninh quốc gia, cuộc cách mạng thông tin đã tạo ra một thế giới ngày càng được kết nối trong đó nhận thức của công chúng về giá trị và động cơ có thể tạo ra một môi trường cho phép hoặc cản ngăn việc tìm kiếm sự hỗ trợ quốc tế các chính sách. Cuộc đấu tranh tạo ảnh hưởng đến những phát triển quốc tế quan trọng chính là  cuộc đấu tranh thông tin để xác định việc giải thích hành động của các quốc gia. Nếu một hành động không được giải thích ở nước ngoài là quốc gia đó muốn được vậy, thì hành động đó tự nó có thể trở nên vô nghĩa. Ngoại giao văn hóa có thể tạo ra một môi trường ở đó một quốc gia được cảm nhận là tốt về cơ bản. Từ đó có thể giúp đỡ bố trí hành động của mình để ít nhất được chấp nhận.